# Half-Life: Alyx
Half-Life: Alyx — відеогра, шутер від першої особи віртуальної реальності (VR), розроблена та видана компанією Valve для Windows 23 березня 2020 року. Це перша гра в основній серії Half-Life з моменту виходу Half-Life 2: Episode Two (2007), і хронологічно охоплює події, що передують Half-Life 2. Компанія Valve описала свою VR гру як «флагманську», вона була розроблена за допомогою рушія Source 2 і підтримує всі сумісні з ПК гарнітури VR.
Головною героїнею є Алікс Венс, коли вона та її батько Ілай борються з окупаційним режимом Комбінату. Вони розшукують таємничу зброю «Сховище», сподіваючись, що вона допоможе у визволенні планети.

## Ігровий процес
Half-Life: Alyx вимагає наявності шолома чи окулярів віртуальної реальності та ручних маніпуляторів. Гра підтримує різні пристрої віртуальної реальності, такі як Valve Index, HTC Vive або Oculus Rift. Переміщення героїні може відбуватися різним чином, залежно від наявного пристрою: бігом або миттєвим переміщенням у вказану точку. З допомогою ручних маніпуляторів відбувається взаємодія з предметами в грі.
Алікс оснащена «гравітаційними рукавицями», котрі можуть притягувати вказані предмети. На рукавицях також відображається запас здоров'я та ресурсів для майстрування, і ліхтарик. Інше важливе оснащення Алікс — мультитул, з допомогою якого зламуються двері, силові поля, вмикається електроніка. Лікування відбувається на спеціальних станціях або шприцами.
Місцями Алікс належить користуватись зброєю: пістолетом, дробовиком, автоматом і гранатами. Зброя може вдосконалюватись шляхом прилаштування модулів на спеціальних пристроях — фабрикаторах, за зібрані ресурси. Аби отримати доступ до кожного фабрикатора, спершу слід вирішити головоломку. Гра спонукає нестандартно вирішувати ситуації в умовах постійної нестачі боєприпасів. Наприклад, шлях ворогам можна перекрити, зачинивши двері, замість стрілянини жбурнути в них важкий предмет або відволікти звуком. Місцями необхідно голіруч обшукувати полиці, сховки, щоб знайти корисні речі.

## Сюжет
Події відбуваються за п'ять років до подій Half-Life 2 та появи Гордона Фрімена в Сіті 17. Після фіналу Half-Life та інциденту в комплексі Чорна Меза Земля була спустошена портальними штормами, котрі переносили об'єкти й істот з різних світів. Прибульці зі іншого світу, Комбінат, окупували планету, видаючи себе за рятівників. Насправді ж на Землі встановилася диктатура, що забирає ресурси в інші світи.
Ілай Венс з дочкою Алікс виконують завдання Опору з викрадення портативного енергореактора Комбінату. Вони домовляються про місце зустрічі в наповненій чужинською фауною Карантинній зоні Сіті 17. Ілай дорогою потрапляє на очі патрулеві окупаційних військ, в результаті він та Алікс опиняються в полоні. Обох приголомшують електрошоком і кидають до автозака, але іншому членові Опору, Расселу, вдається врятувати Алікс з допомогою дрона. Прийшовши до його сховку, дівчина чує, що Ілая везуть до в'язниці «Нова проспект» на допит. Рассел радить сісти на інший потяг і влаштувати аварію. Отримавши від нього гравітаційні рукавиці, Алікс вирушає в Карантинну зону, щоб перехопити поїзд, яким перевозять батька. Дорогою вона зустрічає ексцентричного вортигонта, який передбачає, що в майбутньому Ілай загине.
Пробившись через Карантинну зону, наповнену зомбі гедкрабів, Алікс підлаштовує аварію поїзда. Вортигонт рятує Ілая, котрий розповідає, що перебуваючи під вартою, дізнався про зброю загарбників під назвою «Сховище», підвішену в повітрі над містом. Він доручає Алікс знайти «Сховище» і вкрасти його, перш ніж Комбінат вивезе зброю з Карантинної зони. Вирушивши на пошуки, вона допомагає чоловікові Ларрі заманити в пастку сліпе чудовисько на прізвисько «Джефф». Потім вона спускається в мережу тунелів, населену ворожими істотами, і дізнається від батька, що «Сховище» — це не зброя, а ємність для дечого, чого бояться навіть загарбники. Алікс продовжує пошуки, міркуючи, що «Сховище» можна використати для визволення Землі.
Наближаючись до «Сховища», Алікс сприяє його падінню на будинки та опиняється в зоні зі зміненою гравітацією. Вона підслуховує за невідомою вченою, яка каже в розмові з Радником Комбінату, що всередині міститься хтось уцілілий із «Чорної мези». Ілай переконаний, що це Гордон Фрімен і його належить звільнити. Алікс пробивається крізь охорону та дістається до «Сховища», але дорогою стикається з триногою істотою страйдером і в бою з ним втрачає зброю. Натомість Алікс відкриває здатність вбирати рукавицями енергію вортигонтів. На подив, вона знаходить всередині «Сховища» не Фрімена, а G-мена. Той дякує Алікс і пропонує свої послуги. Алікс просить прогнати Комбінат із Землі, на що G-мен відповідає, що це не в його силах. Однак натомість він пропонує Алікс шанс врятувати батька й показує їй майбутнє, де Ілая вбиває Радник Комбінату (фінал Half-Life 2: Episode Two). G-мен відмотує час назад, а Алікс використовує гравітаційні рукавиці, щоб убити Радника, врятувавши тим самим батька та змінивши хід історії. Тоді G-мен зазначає, що Алікс здатна замінити Гордона, яким він незадоволений через ухиляння від наказів. G-мен іде геть, залишивши Алікс у стазисі, та записує її як «найняту» на роботу.
У сцені після титрів Гордон отямлюється в Білому Гаю після нападу Радника. Він бачить Ілая живим, проте Алікс зникла безвісти. Розлючений Ілай здогадується, що це було втручання G-мена. Робот Алікс, «Пес», знаходить цвяходер, загублений Гордоном. Ілай повертає його власнику зі словами, що для Фрімена є завдання.

## Розробка
Попередня гра серії, Half-Life 2: Episode Two, була випущена в 2007 році. Інсайдер, який анонімно виступав перед Game Informer заявив, що було багато спроб розробити подальші проєкти Half-Life з різними підходами, але кожен проєкт провалився ще на етапі створення. В 2016—2017, три ключові автори для серії ігор Half-Life — Марк Лайдлоу, Ерік Волпоу і Чет Фаліжек, покинули Valve. Журналісти сприйняли це як показник того, що нові ігри Half-Life вже не розробляються.
У 2015 році Valve почала співпрацювати з електронною компанією HTC над розробкою гарнітури HTC Vive, випущеною в червні 2016 року. Valve почала розглядати розробку основної гри для цього пристрою. Було розроблено декілька прототипів, принаймні, три VR-гри в 2017 році. Вирішивши, що рух, як у Portal, буде дезорієнтувати в VR, в Valve зупинилися на грі серії Half-Life. VR надав фокус проєкту, як гравітаційна гармата в Half-Life 2. Valve створювали прототипи гри, використовуючи напрацювання з Half-Life 2.  Дизайнер Робін Вокер заявив: «Ще в 2016 році, коли ми розпочали це … Half-Life 3 [був] страхітливою грізною перспективою, і я думаю, певною мірою, VR — це спосіб, яким ми могли б обдурити себе, вважаючи, що ми маємо спосіб це зробити».
У 2021 Робін Вокер повідомив виданню The Gamer, що в самій Valve ставилися скептично до розробки Half-Life: Alyx. «Було дивно працювати над проєктом, коли ми більше боялися анонсувати його, ніж випустити». «Очікується, що люди гратимуть в Alyx довгі роки, тому щоразу, коли ми бідкалися [про VR], ми казали собі створити щось хороше», — пояснив Вокер. «Це була річ, яку ми мусили зробити правильно. Зараз вони можуть пробачити нам усе, що завгодно, але не погану Half-Life».
Команда розробників, до складу якої входило понад 50 осіб, була найбільшою в історії Valve і включала Campo Santo, студію Valve, придбану в 2018 році. Гра була заснована на рушієві Valve Source 2, адаптованому для роботи з VR та опцією колективного конструювання ігрових рівнів.
Valve анонсувала Half-Life: Alyx у листопаді 2019 року, датою виходу було встановлено березень 2020 року. Гра обіцялася безкоштовною для власників гарнітур Valve Index, придбаних до кінця 2019 року. На питання, чи повинна аудиторія очікувати більше ігор серії Half-Life, Робін Вокер повідомив: «Ми цілковито бачимо Half-Life: Alyx як повернення до цього світу, а не закінчення».

## Випуск
Як платформа виходу названа операційна система Windows, а як сумісні VR-систем — Valve Index, HTC Vive, Windows Mixed Reality, Oculus Rift і Oculus Quest з ПК та Oculus Link. Всі користувачі, які придбали шолом Valve Index до кінця 2019 року, отримали гру безкоштовно. 13 лютого 2020 року Valve оголосила дату виходу гри — 23 березня. Через 2 місяці, 15 травня 2020 року Valve випустила оновлення, яке додало підтримку модифікацій за допомогою Steam Workshop, а також версію для операційної системи Linux.

## Оцінки й відгуки
| Агрегатор  | Оцінка |
| ---------- | ------ |
| Metacritic | 93/100 |
| OpenCritic | 92/100 |

| Видання        | Оцінка        |
| -------------- | ------------- |
| Destructoid    | 9/10          |
| Edge           | 9/10          |
| Eurogamer      | Рекомендовано |
| Game Informer  | 9/10          |
| GameSpot       | 9/10          |
| GamesRadar+    | [ 23 ]        |
| IGN            | 10/10         |
| PC Gamer (США) | 92/100        |
| Polygon        | Рекомендовано |

Half-Life: Alyx здобула загальне визнання, зібравши на агрегаторі Metacritic середню оцінку 93 бали зі 100.
IGN відзначили глибоку деталізацію світу гри, можливість взаємодіяти з численними об'єктами. Зокрема — перезарядку зброї, що відбувається реалістично, складаючись із послідовності логічних дій. Редакція зауважувала, що гравітаційні рукавиці не є аналогом гравітаційної гармати з Half-Life 2, але вони вирішують поширений недолік VR ігор, який полягає у неточному підбиранні предметів. Рух у грі реалізовано таким чином, що він не стає проблемним при використанні будь-якого VR пристрою. Дизайн рівнів здобув високу оцінку — предмети на ньому розташовані таким чином, щоб ставати в пригоді в потрібний час і не лежати зайвим вантажем. Таким чином, «Valve встановили нову планку якості для VR в інтерактивності, деталізації й дизайні рівнів, демонструючи що станеться, коли розробники світового рівня впевнено ступають на фронтир технологій».
GameSpot відгукнулися, що Half-Life: Alyx вдосконалила не лише аспекти сучасних VR ігор, а й елементи ігор серії Half-Life, за які вони полюбилися гравцям. Half-Life: Alyx має баланс екшну та головоломок, знайомі вороги постають в оновленому вигляді, а невеликий набір зброї компенсується її вдосконаленнями та неординарним застосуванням підручних засобів. Не з усіма об'єктами взаємодія відбувається так гладко, як хотілося б, а бої можуть бути втомливими, але таких місць небагато. Вердикт щодо гри стверджував: «Вона може не бути такою проривною, як попередні ігри, але VR наближає вас до світу, про який ви могли тільки думати, що знаєте його останні 22 роки».
PC Gamer звернули уваги на оповідь Half-Life: Alyx, яка регулярно повертає гравців у знайомі місця. Хоча спершу здається, що гра є приквелом Half-Life 2, її фінал несподівано та вражаюче підводить до продовження історії, що застигла на місці 13 років тому. Алікс виглядає органічною частиною навколишнього світу, і хоча гра загалом дещо камерна, порівняно з попередницями, всі її локації, істоти й персонажі перебувають в належному місці.

## Нагороди
| Нагорода                              | Дата вручення       | Категорія                         | Результат |
| ------------------------------------- | ------------------- | --------------------------------- | --------- |
| The Game Awards 2020                  | 10 грудня 2020 року | Найкраща ігрова режисура          | Номінація |
| The Game Awards 2020                  | 10 грудня 2020 року | Найкраще звукове оформлення       | Номінація |
| The Game Awards 2020                  | 10 грудня 2020 року | Найкраща VR/AR гра                | Перемога  |
| The Game Awards 2020                  | 10 грудня 2020 року | Найкраща екшн-гра                 | Номінація |
| «Ігроманія» — найкращі ігри 2020 року | 31 грудня 2020 року | Гра року                          | Перемога  |
| Steam awards 2020                     | 3 січня 2021 року   | Гра року у віртуальної реальности | Перемога  |